# Dipteronia dyerana
Dipteronia dyerana är en kinesträdsväxtart som beskrevs av Henry. Dipteronia dyerana ingår i släktet Dipteronia och familjen kinesträdsväxter. Inga underarter finns listade i Catalogue of Life.